# Emma Carus
Emma Carus, nata Lily Emma Carus (Berlino, 18 marzo 1879 – Venice, 18 novembre 1927), è stata un contralto statunitense che fece parte del cast originale di Ziegfeld Follies of 1907, il primo spettacolo a New York delle Ziegfeld Follies.
Figlia della cantante Henrietta Roland, lasciò la Germania da bambina insieme alla famiglia per gli Stati Uniti.

## Spettacoli teatrali
- Nell-Go-In
- The Giddy Throng
- The King's Carnival
- The Hall of Fame
- The Defender
- The Dress Parade
- George W. Lederer's Mid-Summer Night Fancies
- The Medal and the Maid
- Woodland
- When We Were Forty-one
- Ziegfeld Follies of 1907 (Broadway, 8 luglio 1907)
- The Jolly Bachelors
- Up and Down Broadway
- The Wife Hunters

## Filmografia
- Actors' Fund Field Day - cortometraggio (1910)